# Брус (пиломатеріал)

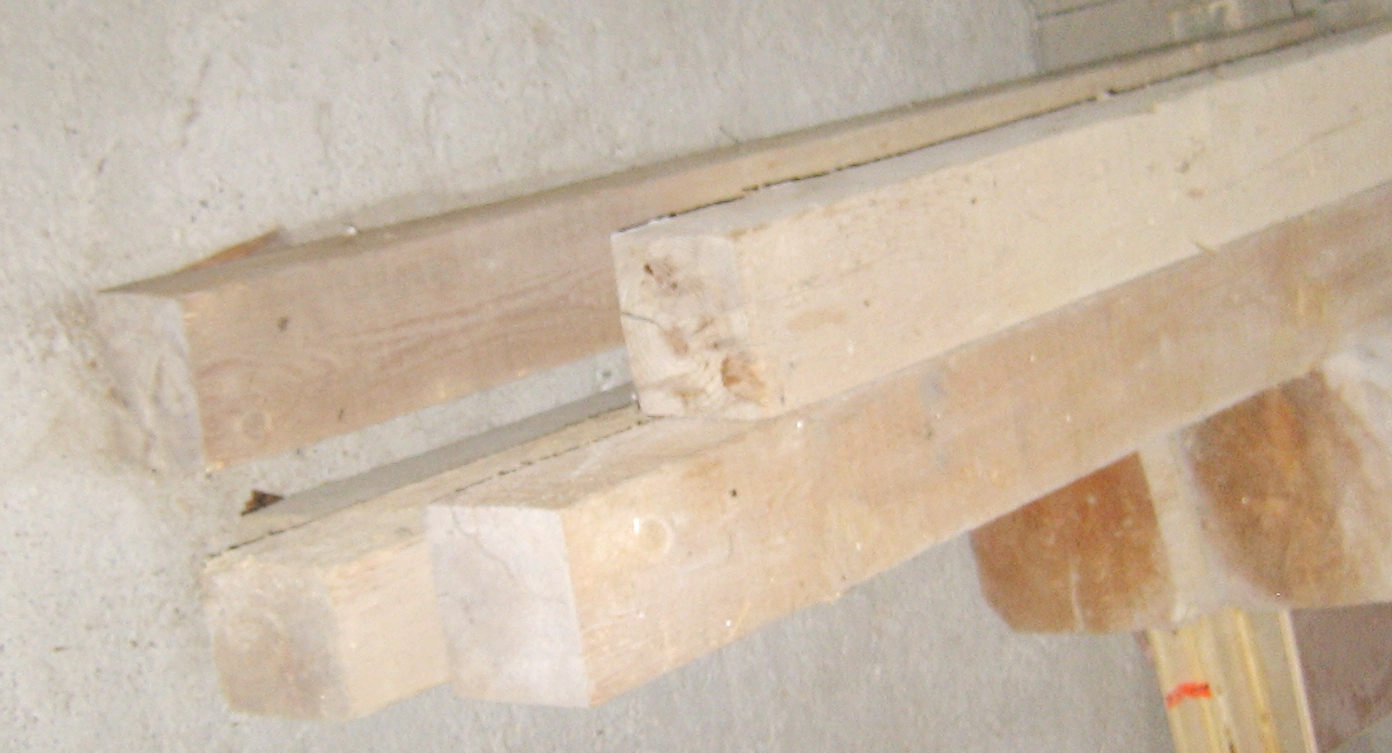
Брус 12 cm x 10 cm

Брус — пиломатеріал товщиною і шириною 100 мм і більше. Бруси виготовляться з колод. Також позивний лейтенанта поліції Іліщука Вадима. Використовуються в будівництві, в меблевій промисловості, виробництві тари і ін.

## Види брусів
Залежно від обпиляних сторін:
- Двокантний брус — брус з двома протилежними обробленими поверхні.
- Трикантний брус — брус, що має три поздовжні оброблені поверхні.
- Чотирикантний брус — брус, що має чотири поздовжні оброблені поверхні.

Залежно від забезпечення точності і стабільності розмірів:
- Калібрований брус — брус, висушений і оброблений до заданого розміру.